# Fritillaria monantha
Fritillaria monantha är en liljeväxtart som beskrevs av Hisao Migo. Fritillaria monantha ingår i Klockliljesläktet och i familjen liljeväxter. Inga underarter finns listade.